# Johannes Süßmann
Johannes Süßmann (* 21. Juni 1964 in Frankfurt am Main) ist ein deutscher Historiker.

## Leben
Von 1985 bis 1992 studierte er Geschichte und Deutsch an den Universitäten München, Frankfurt am Main und Paris (1992 Staatsexamen). Von 1997 bis 1998 war er wissenschaftlicher Mitarbeiter am Historischen Seminar der Goethe-Universität, verantwortlich für die Konzeption und den Einrichtungsantrag des SFB/FK 435 Wissenskultur und gesellschaftlicher Wandel. Nach der Promotion 1998 war er von 1999 bis 2005 wissenschaftlicher Assistent an der Professur für Neuere Allgemeine Geschichte unter besonderer Berücksichtigung der Frühen Neuzeit (Luise Schorn-Schütte) an der Goethe-Universität (2003–2004 Projektleiter am SFB/FK 435 Wissenskultur und gesellschaftlicher Wandel verantwortlich für den Gesamtantrag zur zweiten Verlängerung des SFB/FK). Nach der Habilitation 2005 vertrat er von 2007 bis 2009 Lehrstühle an den Universitäten Heidelberg und Paderborn. Von 2005 bis 2009 war er Professor a. Z. an der Goethe-Universität Frankfurt am Main. Seit 2009 ist er Professor an der Universität Paderborn für Geschichte der Frühen Neuzeit. 2022 wurde er zum ordentlichen Mitglied der Historischen Kommission für Westfalen gewählt.

## Schriften (Auswahl)
- Geschichtsschreibung oder Roman? Zur Konstitutionslogik von Geschichtserzählungen zwischen Schiller und Ranke (1780–1824). Stuttgart 2000, ISBN 3-515-07589-5.
- Vergemeinschaftung durch Bauen. Würzburgs Aufbruch unter den Fürstbischöfen aus dem Hause Schönborn. Berlin 2007, ISBN 3-428-12384-0.
- Vom Alten Reich zum Deutschen Bund 1789–1815. Paderborn 2015, ISBN 978-3-8252-4100-1.
- Die sprechende Stadt. Stadtumbau in Paderborn um 1600 und in der Gegenwart. Paderborn 2019, OCLC 1138358853.